# Berufsberatung
Die Berufsberatung zielt darauf ab, Jugendliche und Erwachsene entsprechend ihren Fähigkeiten, Interessen und ihrem Charakterbild oder ihren Persönlichkeitseigenschaften zu beraten und bei der Berufswahl zu unterstützen. Berufsberatung wird von Schülern, Studenten, Schul- oder Studienabbrechern, Berufstätigen mit Weiterbildungswünschen und Hochschulabsolventen in Anspruch genommen. Aber auch Arbeitslose und Rehabilitanden können eine Berufsberatung in Anspruch nehmen.

## Leistungen und Methoden
Berufsberatung wird überwiegend als meritorisches Gut angeboten. Leistungen der öffentlichen Berufsberatung (in Deutschland z. B. der Bundesagentur für Arbeit, in der Schweiz der kantonalen Berufsberatungszentren) sind für die Nutzer kostenlos. Private kommerzielle Organisationen können ihre Dienstleistungen in Rechnung stellen. So bezahlen Erwachsene z. T. bestimmte Sonderleistungen wie Testabklärungen selbst (Bsp. Kanton Zürich). In Deutschland, Österreich und vor allem in der Schweiz gibt es, ergänzend zu den öffentlichen Dienstleistungen, auch private Angebote.
Die Berufsberatung bietet den Ratsuchenden Folgendes an:
- unabhängige individuelle Beratung zur beruflichen Orientierung und Entscheidungsfindung[1]
- Gruppenberatung zu vereinbarten Themen
- Beratung und Informationen über Studiengänge
- Studienfeldbezogene Beratungstests in verschiedenen Studiengebieten
- Beratung und Informationen über schulische und betriebliche Ausbildungsberufe
- Berufsorientierungsveranstaltungen an Schulen oder nach Vereinbarung
- Berufskundliche Veranstaltungen im BiZ
- Informationsveranstaltungen in den Hochschulen
- Sprechstunden in den Schulen
- Sprechstunden in den Hochschulen in Zusammenarbeit mit der ZSB (Zentrale Studienberatung)
- Zeitschriften und Bücher über Berufswahl
- Beratung über weiterführende Schulen, die zu den beruflichen Zielen führen können
- Vermittlungsvorschläge für Ausbildungsstellen nach einer Eignungsklärung
- Psychologische Eignungsuntersuchung
- geleitete Selbsterkundungsprogramme
- Erkundungen der Berufs- und Arbeitswelt (Betriebsbesichtigungen/-praktika)

Bei vielen Beratungsträgern sind Interessenorientierungstests im Einsatz, die zum großen Teil auf dem RIASEC-Modell von John L. Holland basieren.

### Online-Berufsberatung
Online-Berufsberatung ist noch nicht sehr verbreitet, doch nimmt ihre Bedeutung in Ländern mit dezentralisierter Siedlungsstruktur zu. Eine zunehmende Bedeutung haben auch webbasierte Selbsttests und Online-Tests, die in den Berufsinformationszentren (BiZ) der Bundesagentur für Arbeit angeboten werden. In der Schweiz stellt das SDBB eine Online-Plattform für die Beratung zur Verfügung. In Österreich wird im Rahmen des Netzwerks Bildungsberatung Österreich Online Onlineberatung den Ratsuchenden kostenfrei angeboten. Dazu gibt es entweder vorgegebene Termine für Skype-Beratungen oder die Möglichkeit per E-Mail Fragen an Berater zu stellen.

### Qualitätssicherung
In den letzten Jahren gab es zunehmend auch Bemühungen die Qualität in der Beratung zu sichern (Qualitätsentwicklung, Qualitätssicherung). Kritik an der Qualitätssicherung in der Beratung wurde bisher deshalb geäußert, da es fraglich ist, inwieweit es Sinn macht, einen kommunikativen Prozess, in dem hauptsächlich um Flexibilität geht, zu „normen“.
Neben herkömmlichem Qualitätsmanagement (ISO) wurden daher auch andere Modelle der Qualitätssicherung entwickelt, die insbesondere in Beratungseinrichtungen zur Anwendung kommen. Darüber hinaus gab es auch eine Reihe von EU-geförderten Projekten, die unterschiedliche Ansätze zur Qualitätsentwicklung in der Beratung entwickelten. In Österreich ist auf Initiative des Bildungsministeriums für Beratungsorganisationen ein spezielles Verfahren für externe Qualitätssicherung für anbieterneutrale Bildungsberatung in Österreich geschaffen worden. Das Verfahren sieht folgende Qualitätskriterien vor:
- Neutralität der Beratungsleistung(en) sowie Zielgruppenorientierung
- Begründetheit des Beratungsangebots, Kompetenz des Personals sowie Aktualität der Information
- Klarheit und Effizienz von Design und Organisation der Dienstleistung(en)
- Interne Qualitätssicherung und Beobachtung der Wirksamkeit

## Berufsberatung in verschiedenen Ländern
Ein weltweit agierender Dachverband von Berufsberatern ist die IAEVG (International Association for Educational and Vocational Guidance) oder AIOSP (Association internationale d'orientation scolaire et professionelle) auf Deutsch: IVBBB – Internationale Vereinigung für Bildungs- und Berufsberatung.

### Deutschland
Den Großteil der Beratung zur beruflichen Laufbahn übernimmt in Deutschland die Bundesagentur für Arbeit. Sie ist gesetzlich dazu verpflichtet (§ 29 SGB III), allerdings nur vor der Berufs- oder Studienfachwahl der Jugendlichen oder bei Umschulungsmaßnahmen. Seit der Abschaffung des Beratungsmonopols der Bundesagentur im Jahre 1998 gibt es jedoch auch kommerzielle Berufsberatung und Bewerbungstraining von Trägern der freien Jugendpflege (Jugendhilfe). Die Professionalität der Beratung ist durch gesetzliche Mindeststandards nicht gesichert.
In Deutschland hat der Deutsche Verband für Bildungs- und Berufsberatung e. V. (DVB) Qualitätsstandards definiert. Berufsberater/innen, die bestimmte Voraussetzungen erfüllen und die Qualitätsstandards einhalten, können sich im BBR-BerufsBeratungsRegister eintragen lassen.
Durch die Bundesagentur für Arbeit wird die Beratung von Jugendlichen ohne Hochschulzugangsberechtigung vom Team U25 (Personenkreis unter 25 Jahre) übernommen. Die akademische Beratung erfolgt durch Berater für akademische Berufe. Hier geht es unter anderem darum, Kenntnisse, Interessen, Fähigkeiten und (Lebens-)Ziele mit in Frage kommenden Studiengängen in Einklang zu bringen. Mit Absolventen werden mögliche Strategien zum Einstieg in den Arbeitsmarkt erarbeitet.
In Köln wurde im September 2011 die bundesweit erste Karriereberatung für Hauptschüler ins Leben gerufen. Das derzeit auf ehrenamtlicher Basis arbeitende Büro ist Ansprechpartner für Hauptschulabgänger, Eltern und Lehrer in allen Fragen der Berufswahl und möglicher Karrierechancen. Der Initiator der Karriereberatung Peter Kolakowski wurde für sein Engagement für Hauptschulabgänger im November 2011 von der Caritas-Stiftung ausgezeichnet.
Nach dem strukturellen Umbau der Bundesagentur gibt es keine gesonderte Abteilung „Berufsberatung“ mehr. Sie ist jetzt in die allgemeine Arbeitsvermittlung eingegliedert und auf unterschiedliche Organisationseinheiten aufgeteilt. Für die Berufsberatung sowie Vermittlung Jugendlicher in Ausbildung ist das Team U25 zuständig. Allerdings ist für die Ausbildungsvermittlung erwerbsfähiger hilfebedürftiger Jugendlicher, die dem Rechtskreis SGB II angehören, nunmehr das Jobcenter (Dienststelle für Arbeitslosengeld II) zuständig.
Das Berufsinformationszentrum (BiZ) ist an die Berufsberatung der Bundesagentur angegliedert. Sie kann auch ohne vorhergehende Beratung zur Selbstsuche benutzt werden. Ratsuchende haben dort die Möglichkeit, sich durch Medien über die einzelnen Berufe zu informieren. So liegen meist für alle anerkannten Berufe Videoporträts zu dem Berufsbild vor. Auch andere Medien sind vorhanden.
Im Jahr 2020 führte die Bundesagentur für Arbeit (BA) eine „Berufsberatung im Erwerbsleben“ ein. Die Berufsberatung im Erwerbsleben (BBiE) soll die Antwort der BA auf den Strukturwandel und die veränderten Rahmenbedingungen am Arbeits- und Bildungsmarkt sein. Die BBiE solle die berufliche Orientierung und Beratung von Erwerbspersonen intensivieren. Ziel der Beratung sei es, Erwerbspersonen über ihre gesamte Bildungs- und Erwerbsbiographie mit beruflicher Beratung und Orientierung zu begleiten und bei einer eigenständigen, tragfähigen Berufswegplanung und -entscheidung zu unterstützen.
Die Berufsberatung in Deutschland gilt als institutionell zersplittert. Neben der Arbeitsagentur beraten auch Handwerkskammern, kommunale Stellen und Bildungsträger, Arbeitgeber (auf Jobmessen) sowie (kostenpflichtig) private Berater.

### Schweiz
In der Schweiz fällt die Berufsberatung in die Hoheit der einzelnen Kantone. Das Schweizerische Dienstleistungszentrum Berufsbildung – Berufs-, Studien- und Laufbahnberatung (SDBB) übernimmt dabei eine koordinierende Funktion. Es existieren einige Verbände für Berufsberater und Berufsberatung. Die akademische Berufsberatung ist dabei gesondert organisiert. Die Fachgruppe Diagnostik des SDBB ist für die diagnostische Qualitätssicherung in diesem Bereich verantwortlich. Neue oder neu adaptierte diagnostische Verfahren aus dem In- und Ausland werden mit „Labels“ bewertet, die den Benützern Hinweise über mögliche Anwendungsbereiche und qualitative Möglichkeiten und Grenzen geben.

### Österreich
In Österreich wird Bildungs- und Berufsberatung durch unterschiedliche Akteure angeboten. So bieten Schulen Bildungsberatung an – die Pflichtschulen bieten Berufsorientierungsunterricht an. An den Hochschulen bietet die Psychologische Studierendenberatung u. a. Unterstützung bei der Wahl des Studiums an. Aber auch Online-Plattformen unterstützen bei der Wahl des Studiums und geben Informationen zu Unterstützungsangeboten. Für Arbeitssuchende bieten die Berufsinfozentren des AMS (Arbeitsmarktservice) Berufs- und Weiterbildungsberatung an. Im Rahmen des Netzwerks Bildungsberatung Österreich gibt es in jedem Bundesland Trägereinrichtungen, die – finanziert durch das Bildungsministerium und ESF – kostenlos Bildungs- und Berufsberatung anbieten.
Verbreitet ist in Österreich auch Berufsberatung im Gruppensetting. Dazu hat das AMS Österreich eine Methodendatenbank mit Methoden für Beratung im Gruppensetting erstellen lassen. In Österreich gibt es zwei Berufsverbände für Bildungs- und BerufsberaterInnen: Verband für Berufs- und Bildungsberatung (VBB) und die Vereinigung Österreichischer Bildungs- und BerufsberaterInnen (VÖBB).

### Frankreich
In Frankreich sind die im Staatsdienst beschäftigten Berufsberater in der Association des conseillers d'orientation - psychologues de France organisiert.

### USA
In den USA sind Karriere-Counselors im National Board for Certified Counselors und/oder in der National Career Development Association organisiert. Ein international vergebenes Zertifikat ist der Global Career Development Facilitator.

## Geschichte

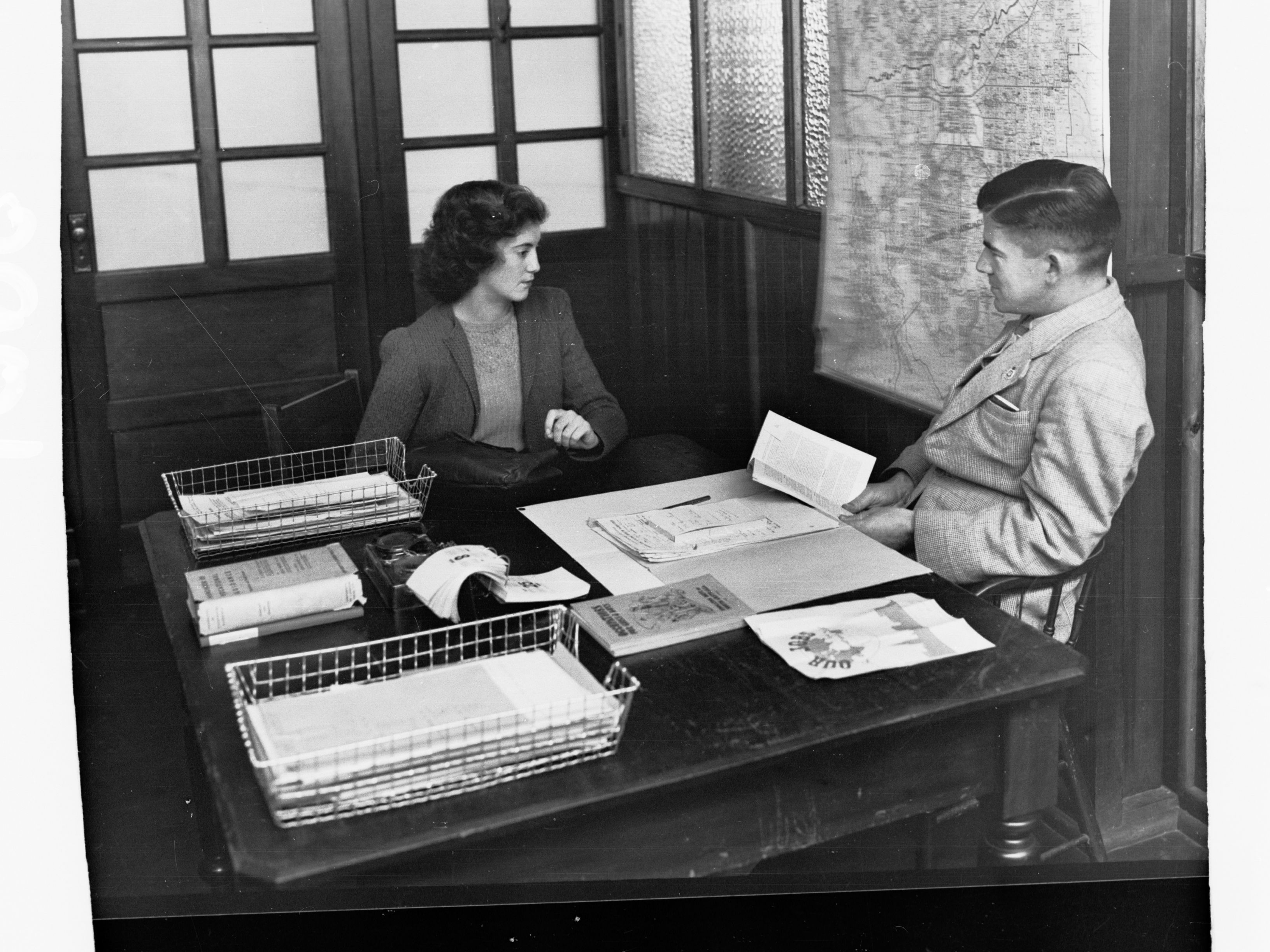
Berufsberatung in Australien, um 1946

Bereits lange vor der Institutionalisierung der Berufsberatung äußerten visionäre Gelehrte Ideen zur beraterischen Begleitung einer planvollen und optimierbaren Berufswahl. Der deutsche Geograph und Universalgelehrte Johann Gottfried Gregorii alias MELISSANTES schilderte nicht nur Beispiele beruflicher Beratung im Barock, sondern empfahl bereits im Jahr 1715 die Wahl des Berufes nach sorgfältiger Selbstexploration. Die Berücksichtigung von Neigung, Eignung und Leistungsfähigkeit sollte mit dem persönlichen Temperament nach der Temperamentenlehre des Galenos abgeglichen werden. Die selbstreflexorische Deutung des Erkenne dich selbst in Anlehnung an das Orakel von Delphi diente Gregorii als philosophische Basis für seine Idee. Er schrieb die Aufgaben der Berufs- und Lebensberatung hauptsächlich den Pädagogen zu.
In Deutschland war seit 1902 die Auskunftsstelle für Frauenberufe unter Leitung von Josephine Levy-Rathenau die erste selbständige Berufsberatungseinrichtung auf deutschem Boden.
Zu den Begründern der modernen Berufsberatung in den USA zählt vor allem Frank Parsons, der – basierend auf einer pragmatistischen Erziehungstheorie – sich in Boston für die Verbesserung der beruflichen Bildung von Jugendlichen engagierte und im Jahr 1908 zum ersten Mal systematisch die Prozeduren der Berufsberatung beschrieben hat. Sein Hauptwerk Choosing a Vocation wurde erst nach seinem Tod 1909 veröffentlicht. Zu den Eckpfeilern der Berufsberatung zählen seit Parsons
1. ein klares Verständnis der eigenen Neigungen, Fähigkeiten, Ressourcen und Grenzen
2. die Kenntnis der Anforderungen und Bedingungen des beruflichen Erfolgs, der Chancen, Risiken und Belohnungen in verschiedenen Tätigkeitsfeldern
3. eine Abwägung dieser beiden Gruppen von Faktoren und ggf. das abschließende Matching, d. h. die Zuordnung zu einem Beruf.

Parsons nahm weiterhin an, dass die Selbstauskunft der zu Beratenden im Rahmen von Beratungsgesprächen die wichtigste und valideste Informationsquelle für den Berater ist. Im Gegenteil dazu konzentrieren sich online Angebote zum Thema Berufsberatung auf einen beruflichen Test.
In den USA wurden auch weitere wichtige Beiträge zur Theorie und Methodik der Berufsberatung entwickelt (z. B. von John L. Holland, Edgar Schein, Donald E. Super, Vernon G. Zunker). Die funktionalistische Betrachtung von Arbeitsaufgaben und Kompetenzen wurden im Laufe der Zeit durch konstruktivistische Ansätze der Karriereplanung ergänzt, z. B. durch das Prozessmodell von David V. Tiedeman. Es gibt in den USA eigene Masterstudiengänge für Career Counselors.
In der Kopenhagener Erklärung vom November 2002 werden angesichts zunehmender Verwerfungen auf den internationalen Arbeitsmärkten auch für die Berufsberatung allgemein gehaltene Ziele proklamiert, die jedoch weltweit kaum realisiert sind. Watts und Sultana haben in einer Studie von 2004 die Strategien der Berufsberatung im internationalen Vergleich analysiert. Die Berufsberatung in Deutschland erscheint in diesem Vergleich quantitativ gut ausgebaut, jedoch in institutioneller Hinsicht wenig transparent.
Seit einiger Zeit gibt es auch Modelle der Berufs- und Karriereberatung für ausscheidende Mitarbeiter, siehe Outplacement.

## Wirksamkeit
Nur schwach entwickelt sind bisher Ansätze zur Leistungsmessung und vor allem zur langfristigen Wirkungsüberprüfung der Berufsberatung, z. B. mit Hilfe des „Social Return on Investment“-Ansatzes. Schon aus methodischen Gründen ist es schwierig, den Lenkungseffekt einer einmaligen Beratung von dem anderer Einflussgrößen auf die Berufswahl zu isolieren. Bei fast allen bisherigen Evaluationsversuchen wird nur die subjektive und kurzfristige Zufriedenheit mit der Beratungssituation gemessen. Bei einem – allerdings nicht repräsentativen – Test im Jahr 2010 war die Zufriedenheit mit der Beratung der Arbeitsagentur am niedrigsten; bei kommunalen Stellen waren die Tester am zufriedensten.
In einer Veröffentlichung des European Lifelong Guidance Policy Network werden Studien zur Evidenz der positiven Wirkung u. a. auch der Berufsberatung in Kurzfassung zusammengetragen. Allerdings bleibt in dieser Literaturaufarbeitung in vielen Fällen unklar, ob es sich um öffentliche oder private Beratungsangebote handelt. Die Methodik der Studien wird nicht dargestellt; was als positiver Effekt gewertet werden kann, wird ebenfalls nicht hinterfragt. So kann z. B. die Senkung einer Dropout-Quote positiv, aber auch negativ gewertet werden, wenn sie das Finden einer besseren Ausbildungs- oder Jobalternative verhindert. Ein konkreter Zusammenhang zwischen dem Typ der Beratungsintervention und dem Erfolg wird von den meisten Studien nicht hergestellt. Oft handelt es sich um die Erfassung von Kurzzeiteffekten; es fehlen Follow-up-Studien, die Langzeiteffekte untersuchen. Schließlich ist es kaum möglich, den Effekt der Intervention von anderen Variablen (z. B. dem Arbeitsplatzangebot) zu trennen. Ungeachtet dieser Kritik zeigen viele Studien positive Ergebnisse im Hinblick auf Einstellungen und Motivation auf.
2016 erschien eine durch das AMS Österreich herausgegebene Publikation, die einen Überblick zu Methoden und Indikatoren für die Wirkungsmessung der Bildungs- und Berufsberatung gibt.